# Xe ben
Xe ben hoặc xe tải ben là một chiếc xe tải được sử dụng để vận chuyển vật liệu xây dựng (như cát, sỏi...dùng trong xây dựng và nhiều mục đích khác. Một xe tải ben được trang bị một thùng kín ở phía sau và được trang bị piston thủy lực để nâng ở phía trước, bên hông trái hoặc phải hoặc cả hai cho phép các vật liệu trong thùng đổ trên mặt đất từ thùng xe tại các địa điểm được chỉ định.

## Lịch sử

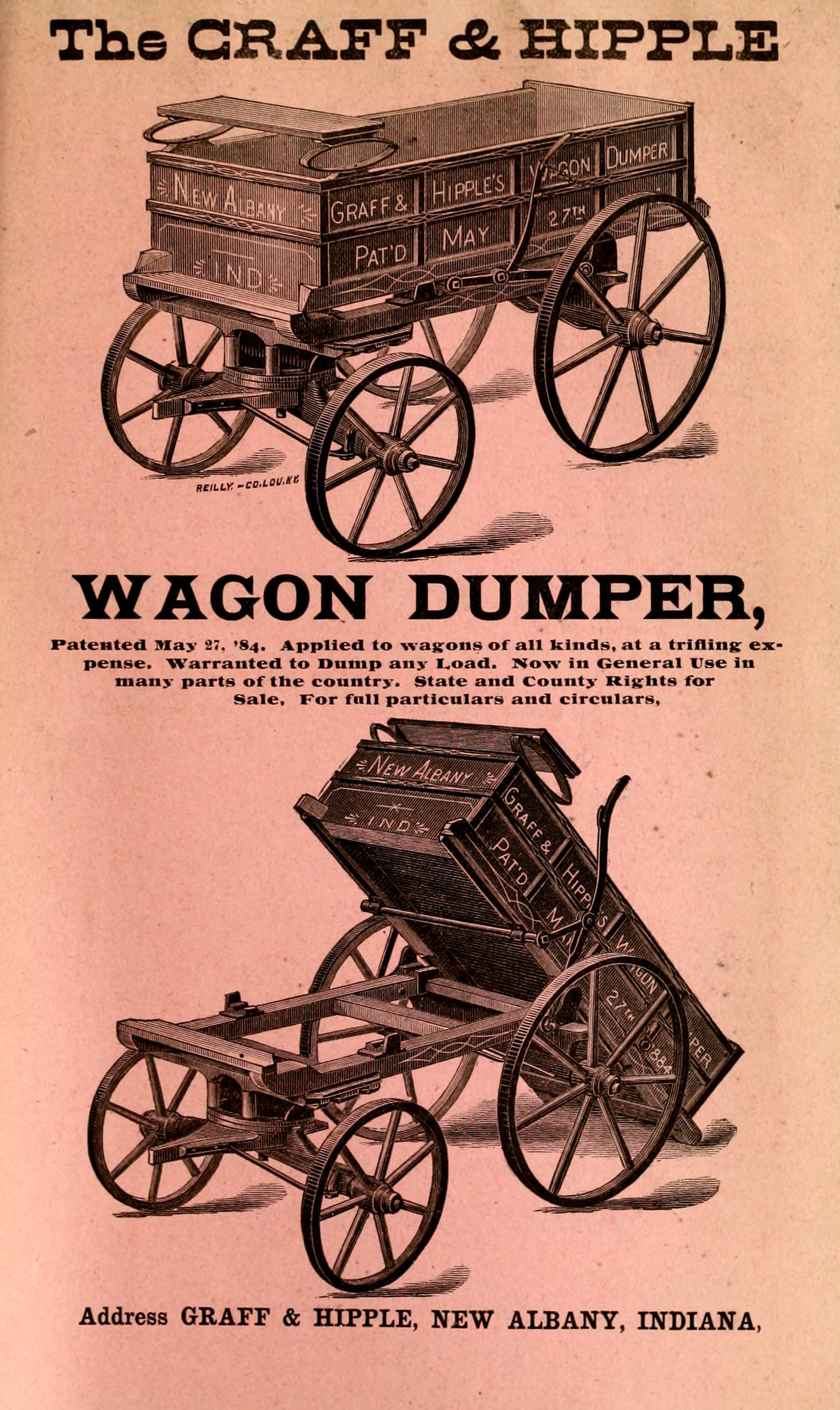
Quảng cáo xe đổ vật liệu của hãng Graff & Hipplenăm 1884

Các xe tải ben đầu tiên được cho là đã được hình thành trong các nông trại tại Tây Âu vào cuối thế kỷ XIX. Hãng Thornycroft phát triển một xe chạy bằng hơi và cơ học vào năm 1896.  Các xe tải đổ cơ giới đầu tiên tại Hoa Kỳ được phát triển bởi những công ty thiết bị nhỏ như The Trailer Corporation Fruehauf, Galion Buggy và Lauth-Juergens vào khoảng năm 1910. Sau đó một thời gian ngắn, xe đổ bằng thủy lực đã được giới thiệu bởi công ty  Wood Hoist. Những công ty này phát triển mạnh mẽ trong thời kỳ Thế Chiến thứ Nhất do nhu cầu chiến tranh lớn.

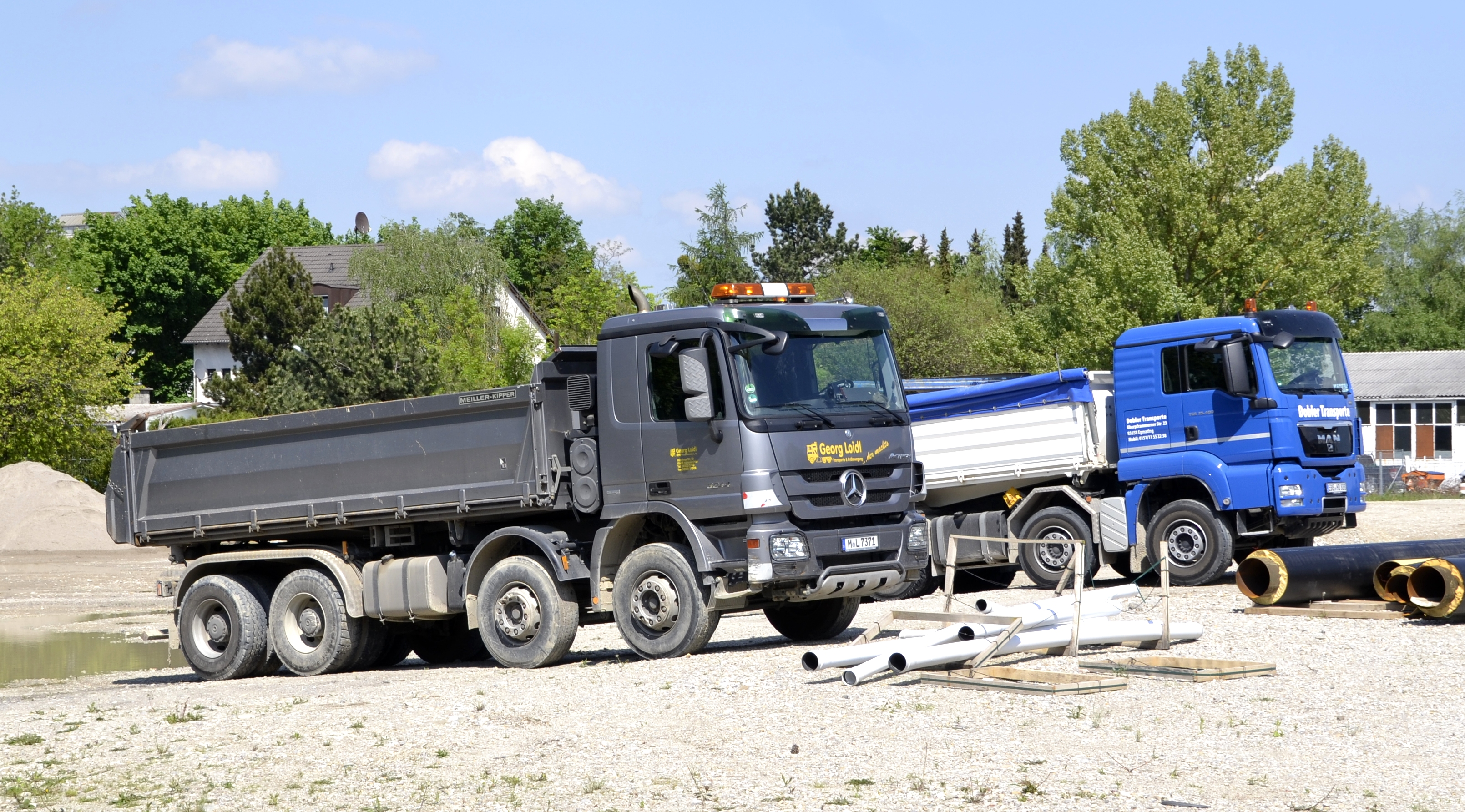
Hai ben 8 bánh của hãng  Mercedes-Benz và MAN
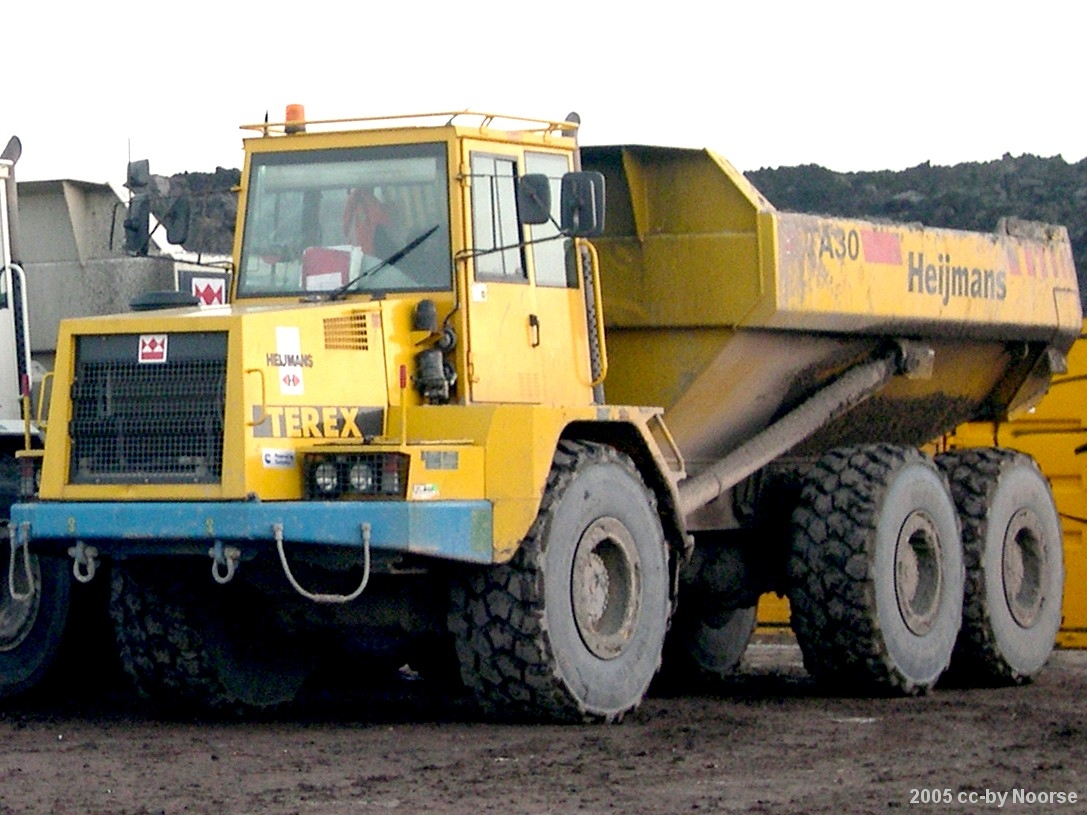
Terex TA30, 6 bánh với tải trọng 50 tấn
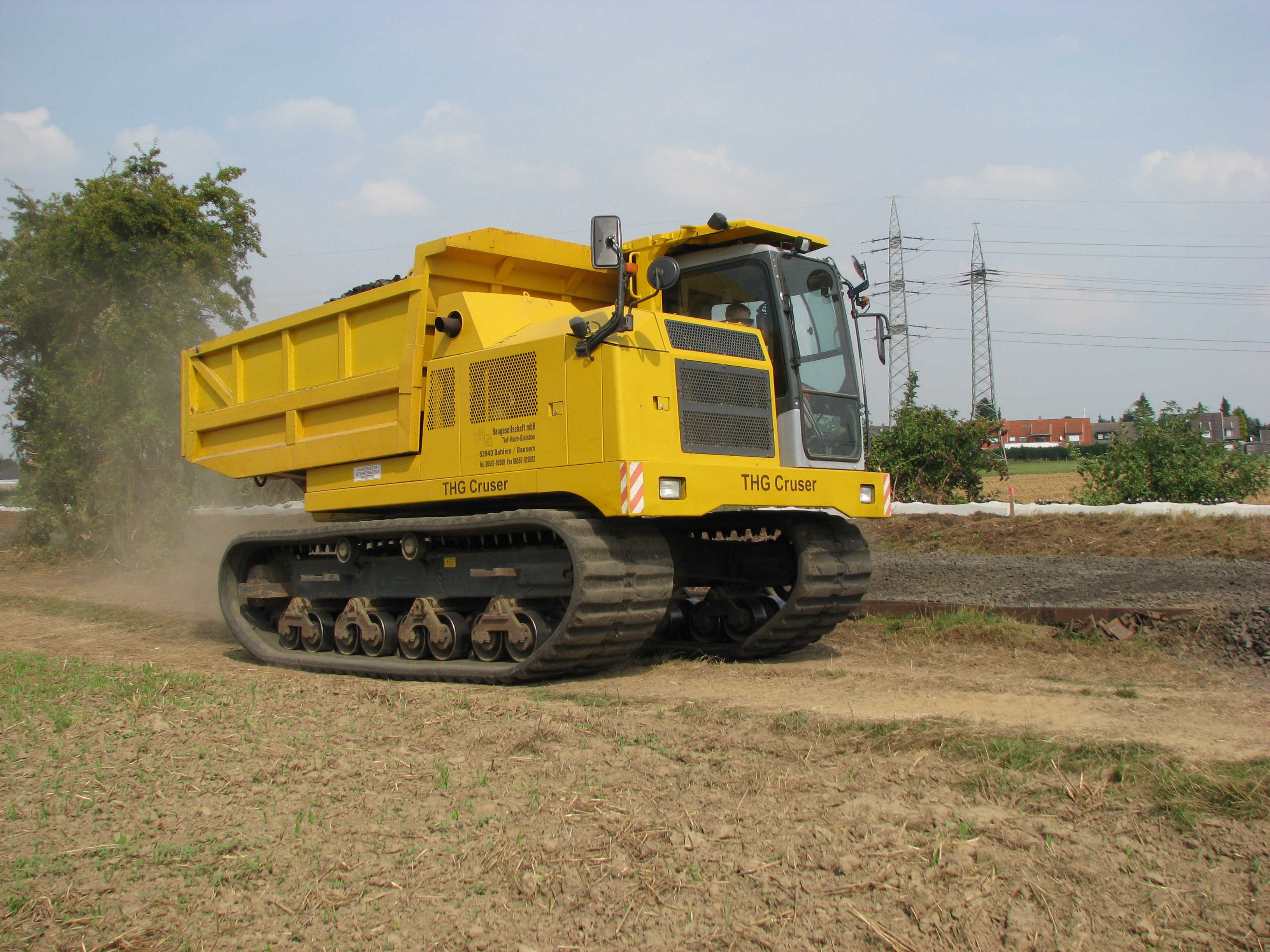
Komatsu CD-110R với bánh xích
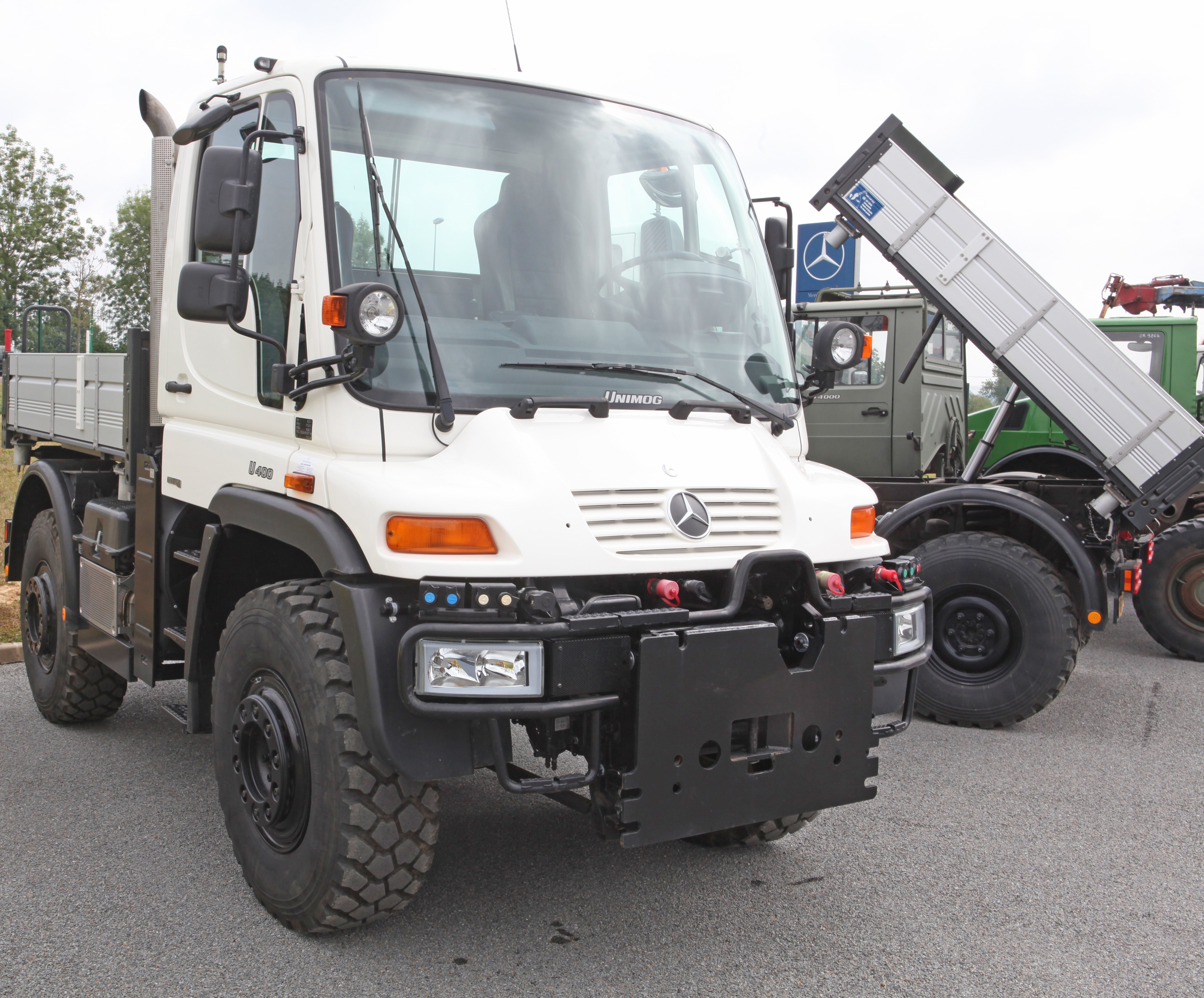
Unimog 405/UGN
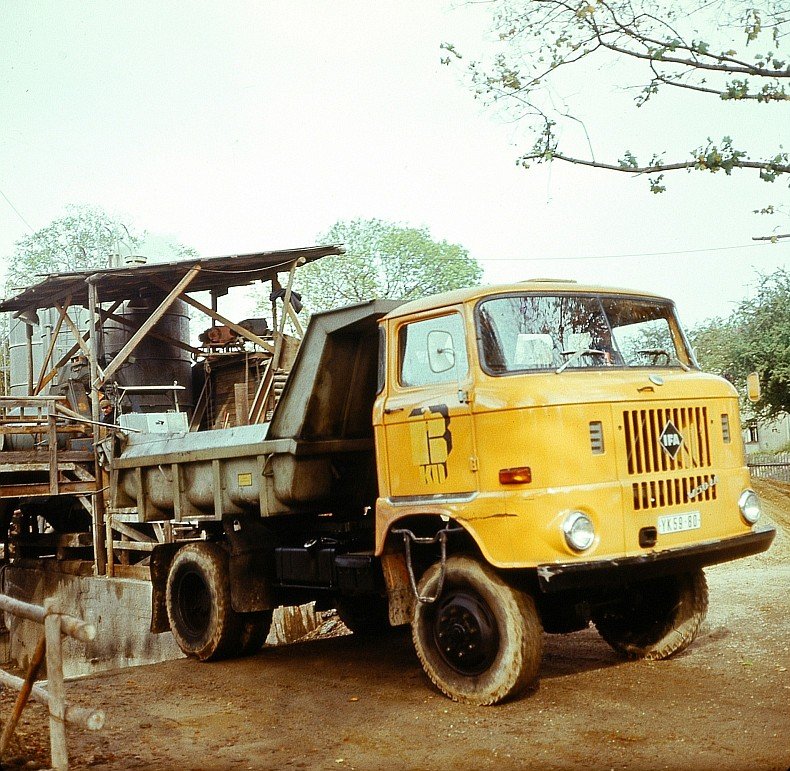
W50 LA/K-MK
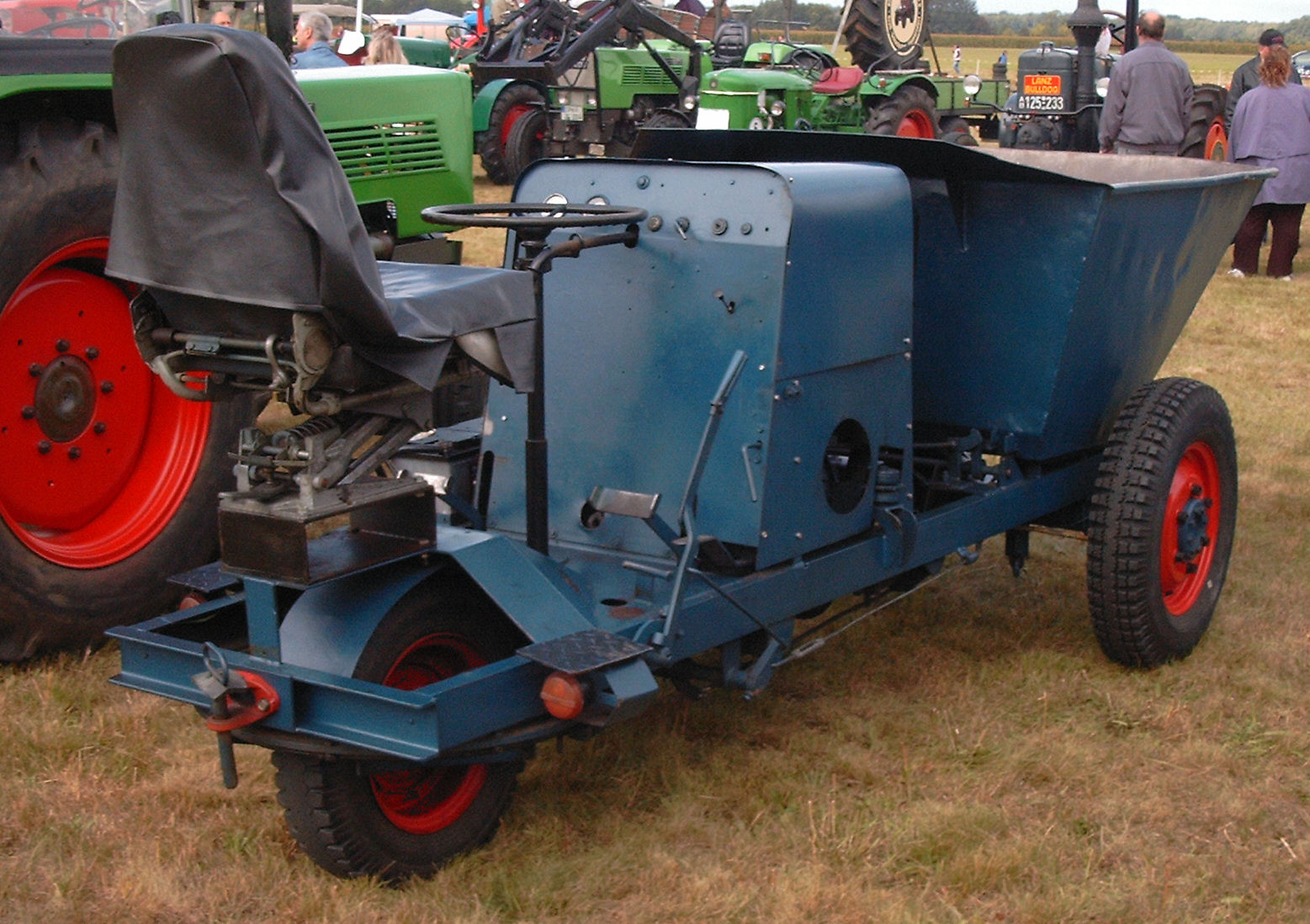
Picco I của Đông Đức cũ.

## Hãng sản xuất
| - Ashok Leyland - Asia MotorWorks - BelAZ - BEML - Case CE - Caterpillar Inc. - DAC - DongFeng - Euclid Trucks - FAP - Hitachi Construction Machinery - Hitachi Construction Machinery (Europe) - John Deere | - KAMAZ - Kenworth - Komatsu - KrAZ - Leader Trucks - Liebherr Group - Mack Trucks - Mahindra Trucks & Buses Ltd. - MAN - Daimler AG - International - New Holland - Peterbilt - Scania AB | - ST Kinetics - Tata - Daewoo - Tatra (company) - Terex Corporation - Truck Bodies & Equipment International (Largest in the U.S.) - Veam - Volvo Trucks - Volvo Construction Equipment - Volvo Eicher Commercial Vehicles |